# حمامة القلب الدامي
حمامة القلب الدامي تنتمي إلى نوع من أنواع الحمام من جنس Gallicolumba التي تسمى «نزيف القلوب». بسبب وجود بقعة من اللون الأحمر ظاهرة في مركز صدورهن البيضاء.
من الصعب التصديق أن هذا الطائر صحيح ومعافى وغير مجروح، فالبقعة الحمراء المميزة الموجودة على صدره توحي بوجود جرح غائر:
حمامة القلب الدامي توجد فقط في الفلبين، وهي من فصيلة الحمام و اليمام وتتميز بالبقعة الحمراء الشبيهة بالدماء، ويتغير ريشها حسب وضع الإضاءة فيمكن أن يظهر
بلون بنفسجي أو أخضر أو أزرق بينما هو في الواقع رمادي اللون! والذكر أكبر قليلاً من الأنثى وبقعته أكثر احمراراً. تعيش حمامة القلب الدامي في الغابات الكثيفة في جزر الفلبين، وهي طائر خجول وهادئ جداً ونادراً ما تغادر الأرض إلا إلى عشها، وتطير فقط للبحث عن الطعام والماء
حيث تتغذى على البذور والتوت و اليرقات، وتعتبر فريسة سهلة بسبب هدوئها وتواجدها لفترات طويلة على الأرض.

## الوصف
يكون قلب الحمامة الدامية في جزيرة لوزون رماديًا أردوازيًا اللون في مظهره الخارجي، ولكن نظرًا لكونه قزحيًا ، يمكن أن يبدو أرجوانيًا أو أزرق ملكيًا أو أخضر قنانيًا، ويختلف اللون الظاهر باختلاف ظروف الإضاءة. كما على أجنحتها شرائط سوداء بينما تكون في مناطق البطن وتحت الأجنحة برتقالية أو كستنائية.
كما هو الحال في معظم الحمام، هناك القليل من ازدواج الشكل الجنسي؛ يميل الذكور إلى أن يكونوا أكبر حجمًا ولديهم رقعة حمراء أكثر وضوحًا، بينما تكون باهتة قليلاً في الإناث. شكل الجسم نموذجي للجنس، بجسم دائري وذيل قصير وأرجل طويلة.

## الإنتشار
تستوطن حمامة القلب النازف اللوزونية في جزيرة لوزون في الفلبين حيث يسميها السكان المحليون بونالادا. كما تعيش في الغابات الأولية أو الثانوية ، ويمكن العثور عليها على ارتفاعات تتراوح من 1400 متر فوق مستوى سطح البحر، حيث يأكلون البذور والتوت واليرقات. كما أنهم خجولون وسريون، وهادئون جدا، ونادرا ما يتركون الأرض إلا عند التعشيش، وعلى عكس القلوب الأخرى النازفة، عادة ما يضعون بيضتين في كل مخلب.
تُعرف ثلاثة أنواع فرعية من حمامة القلب اللوزوني النازف: 
Gallicolumba luzonica luzonica
Gallicolumba luzonica griseolateralis
Gallicolumba luzonica rubiventris
توجد النوع الأول في الأجزاء الوسطى والجنوبية من جزيرة لوزون، وجزيرة بوليلو المجاورة، بينما توجد الثانية في الجزء الشمالي من الجزيرة. وفي الوقت نفسه، تم العثور على الصنف الثالث حصريًا في جزيرة كاتاندوانه حيث تم جمع عينة واحدة في عام 1971 ؛ هذه الأنواع الفرعية نادرة جدًا ويُعتقد أنها على وشك الانقراض أو انقرضت بالفعل.

## حالة الحفظ
حاليًا، تم إدراج حمامة لوزون ذو القلب النازف من قبل الاتحاد الدولي لحفظ الطبيعة على أنها قريبة من التهديد (قائمة الحمراء للأنواع المهددة بالإنقراض) ،ويرجع ذلك إلى الأنواع المهددة بفقدان الموائل والتجزئة من خلال إزالة الغابات لاستخراج الأخشاب والأراضي الزراعية. كما أنها عادة ما تكون محاصرة كحيوان أليف بسبب ريشها المذهل. 
ظهر قلب لوزون النازف على طابع بريدي فلبيني 2 بيزو عام 1994.